# RS-826
Pour les articles homonymes, voir Route 826.
La RS-826 est une route locale de la Mésorégion métropolitaine de Porto Alegre qui relie la RS-452, depuis la municipalité de Feliz, à la commune d'Alto Feliz. Elle dessert ces deux seules villes, et est longue de 7,290 km.